# وليام واشنطن
وليام واشنطن (بالإنجليزية: William Washington) (و. 1752 – 1810 م) هو عسكري من الولايات المتحدة الأمريكية. ولد في مقاطعة ستافورد.
توفي عن عمر يناهز 58 عاماً.

## الخدمة العسكرية
خدم في القوات البرية للولايات المتحدة.